# Edificio Balanzá
El edificio Balanzá se encuentra situado en la calle Ribera número 1, en el centro histórico de Valencia (España).

## Edificio
Es obra del arquitecto valenciano Javier Goerlich Lleó en colaboración con Francisco Almenar Quinzá. Fue construido entre los años 1928 y 1931 para Antonio Badías Aznar. La fachada principal se encuentra situada en la esquina de la calle Ribera con el paseo de Russafa número 2, formando parte del perímetro visual de la plaza de l'Ajuntament. En mayo de 1929 Javier Goerlich renuncia a la dirección de las obras y las continúa Francisco Almenar.
Se trata de una reconstrucción del edificio original preexistente que fue demolido. Consta de bajo comercial, siete alturas y ático. Está rematado por una pequeña torre en el chaflán principal que corona el edificio. Se conserva la marquesina metálica original que rodea el perímetro del chaflán de la fachada principal.
La planta baja al completo estuvo ocupada durante décadas por Casa Balanzá, un establecimiento hostelero muy conocido en la ciudad propiedad del empresario Júlio Balanzá que estuvo activo desde la inauguración del edificio en 1931 hasta 1982, año en que cerró sus puertas.